# TSV Zehlendorf 88
Le TSV Zehlendorf 1888 (Z88 en abrégé) est un club de sport fondé le 2 juillet 1888 sous le nom de Zehlendorfer Turnverein de Berlin-Zehlendorf. Le club, qui compte environ 2 400 membres, a reçu son nom actuel « Zehlendorfer Turn- und Sportverein von 1888 e.V. » en 1919 par la fusion avec le « Sportclub Zehlendorf ». Zehlendorf 88 maintient des départements en Badminton, Beach-volley, Pétanque, Fitness, Sports de loisirs, Gymnastique, Handball , hockey, sports coronariens, athlétisme, natation et tennis.
L'installation du club sur Sven-Hedin-Straße, qui appartient au club depuis 1920, mesure 3,2 hectares. Il comprend un terrain en herbe avec une piste cendrée de 400 m, un terrain de beach volley, 8 courts de tennis et le club house construit en 1994 avec un espace fitness, sauna et gastronomie. Le site était déjà utilisé par l'association comme espace de bronzage à partir de 1904.

## Hockey
Le plus grand succès du département de hockey a été de remporter le Championnat d'Allemagne pour les femmes en 1972 avec une victoire de 2: 1 sur le SC Brandenburg dans une finale entièrement berlinoise. A a remporté le titre national de hockey en salle en 2000.
Lors de la saison 2012/13 sur le terrain, les 1ers hommes et les 1ères femmes jouent dans la ligue régionale est, par contre les hommes en hockey en salle sont une classe supérieure.

## Natation
Le club et sa longue histoire - Les origines de la natation au Z88 remontent aux années 1920 et 1930. Les gens se baignaient dans la piscine extérieure de la Krumme Lanke, plus tard également dans le lido de Wannsee, en hiver dans les bains municipaux de Steglitz ou dans les anciens bains municipaux de Schöneberg. L'accent était mis sur la natation récréative, l'entraînement à la natation, les sauveteurs et l'acceptation des badges sportifs.
Rien n'est connu des compétitions de cette période. Le groupe s'est dissous pendant la Seconde Guerre mondiale. Lorsque le Stadtbad Zehlendorf à Clayallee a été achevé, la voie était libre pour un nouvel établissement du département de natation, qui a eu lieu le 15 février 1966 au Ratskeller Zehlendorf. Un département de natation très réussi avec environ 300 membres s'est développé en très peu de temps. En 1972, le premier festival national de natation pour les jeunes (le prédécesseur de l'actuelle Z88 SprintCup) a eu lieu. Avec jusqu'à 2000 inscriptions, cette compétition fait toujours partie intégrante du calendrier des événements de l'Association de natation de Berlin. Avec de nombreux succès dans les années 70 et 80 et surtout ces dernières années au niveau national et international, le nom Z88 est devenu un label de qualité pour la natation à Berlin.
1977 a été une bonne année : à 18 ans, Dagmar Gruenbeck a remporté le premier titre de natation de Berlin pour Z88 au 100 m brasse. L'équipe féminine monte dans la Regionalliga Nord et Christine Schlaak, qui n'a que 12 ans à l'époque, se fait déjà un nom en tant que championne d'Allemagne vintage sur 100 m et 200 m dos. Christian Trenner et Andreas Karolyi appartenaient - encore jeunes depuis des années - à l'élite de la jeunesse allemande.
Malgré d'excellentes performances individuelles, l'équipe Z88 à l'époque était trop petite pour pouvoir célébrer des succès d'équipe permanents. Dans un effort pour "concentrer les forces", les nageurs de BSV92, SG Schöneberg et Z88 ont uni leurs forces en 1980 exclusivement pour débuter ensemble dans des compétitions par équipes sous le nom de SGS Berlin. Chaque club a par ailleurs conservé son indépendance et a entrepris seul les déplacements vers les compétitions interclubs.
À partir de maintenant, il y avait beaucoup d'or de compétition dans les combats pour le titre. Dans toutes les équipes et relais, les nageurs Z88 ont contribué aux victoires du championnat - que ce soit au niveau régional ou national. Les femmes SGS ont débuté en 1ère, les hommes en 2ème Bundesliga. La nageuse exceptionnelle à cette époque était Christine Schlaak, qui a terminé quatrième aux Championnats du monde de 1982 au relais 4 × 100 m en Équateur. Christine détient 4 records de club à ce jour.
En 1986, principalement en raison de difficultés d'organisation et d'un manque de coopération au sein de la SGS, il a été décidé de se retirer de la "Startgemeinschaft Swim Berlin". Depuis lors, des tentatives ont été faites pour s'affirmer à nouveau en tant que club individuel sur la scène de la natation berlinoise.
Une garantie essentielle des nombreux succès est la promotion systématique et concentrée des jeunes à Z88, dans laquelle les écoles élémentaires de Zehlendorf sont un partenaire important du département de natation. Alors tu es allé. a. la meilleure nageuse allemande Antje Buschschulte, ainsi que de nombreux autres bons nageurs, ont jadis émergé du système de sélection et de promotion Z88.
Après des périodes un peu plus calmes au début des années 90, l'ancien "esprit Z88" a été relancé avec de nouvelles structures contemporaines. Des structures de formation et d'organisation modernes et efficaces ont été mises en place, d'importantes valeurs traditionnelles du club et du sport de compétition y ont été associées, et ainsi une nouvelle ère de succès est née à Z88. Le travail de Z88 se concentre sur les sports de compétition pour les enfants talentueux, les jeunes et les athlètes adultes. L'offre de sports populaires et de loisirs est réduite en raison du manque d'eau.
Avec le développement et la promotion de l'équipe masculine à la 2e Bundesliga en 1998, le travail réussi a été couronné pour la première fois en équipe. En tant que l'une des trois équipes de la Bundesliga de Berlin, Z88 possède la seule équipe créée à partir de sa propre progéniture. Fidèle à la devise "Vous devez être 11 amis", Z88 est resté avec succès à la chambre haute pendant dix ans jusqu'en 2009. L'équipe de jeunes femmes de Z88 est l'une des meilleures équipes de Berlin depuis des années et a fait partie de la 2e Bundesliga en décembre 2009. Les messieurs travaillent déjà à leur retour.
Bien sûr, des performances individuelles réussies se sont également développées à partir d'une équipe performante. En plus de nombreux titres de Berlin, d'Allemagne du Nord et d'Allemagne en 1999, Stefan Hass (né en 1981) a remporté deux titres de champion d'Europe juniors, un temps fort sportif provisoire au JEM de Moscou - des succès comme celui-ci motivent année après année de nombreux jeunes athlètes talentueux pour la natation de compétition.

## Athlétisme
Dans les années 1920, l'athlétisme de Zehlendorf connaît un plus grand succès sur les distances moyennes. Friedrich-Franz Köpcke, Fredy Müller et le relais 3x 1000 m dans différentes formations ont remporté un total de huit titres de champion d'Allemagne entre 1920 et 1930.
Dans les années 1960, le département comptait deux athlètes de premier plan dans ses rangs : le lanceur de marteaux et athlète de gazon Lothar Matuschewski et le brancard intermédiaire Jutta von Haase. De 1970 à 2001, les athlètes de Zehlendorf appartenaient au LG Süd Berlin.